# Hermonassa fasciata
Hermonassa fasciata là một loài bướm đêm trong họ Noctuidae.